# Рогатка прикрашена
Рогатка прикрашена (Ceratophrys ornata) — вид земноводних з роду Рогатка родини Рогаткові. Інша назва «аргентинська рогатка».

## Опис
Загальна довжина сягає 11—16,5 см. Спостерігається статевий диморфізм: самиці більші за самців. Голова дуже велика з широкими щелепами. Витягнуті і загострені верхні повіки утворюють своєрідні вирости над очима. Тіло ропухоподібне. Пальці передніх кінцівок вільні, задніх — з'єднані короткими перетинками. Спина вкрита щільним кістяним щитком.
Спина цієї рогатки поверхня жовтувата або зеленувата, усіяна великими темними оливково-зеленими плямами з білуватою облямівкою. Черево трохи світліше. У альбіносної форми зеленуватий колір в забарвленні замінено на жовтий й помаранчевий.

## Спосіб життя
Полюбляє вологі ліси уздовж різних водойм, пампаси. Зустрічається на висоті до 500 м над рівнем моря. Веде наземний спосіб життя. Живиться членистоногими, гризунами, ящірками, жабами, невеликими зміями, своїми сородичами. Полює із засідки. Доволі ненажерливі. Укуси цієї рогатки доволі болючі для людини.
Самиці відкладають до 2000 яєць. Пуголовки з'являються через 2 тижні. Метаморфоз триває 20—32 дні.

## Розповсюдження
Мешкає в Аргентини (провінції Буенос-Айрес, Кордова, Ентре-Ріос, Ла-Пампа, Мендоса, Санта-Фе), Уругваї (департаменти Роча, Сан-Хосе), південній Бразилії (штат Ріу-Гранді-ду-Сул).